# Johann Georg Faust
Johann Georg Faust, Faustus, Johannes Faust (Knittlingen, cc. 1480 – Staufen im Breisgau, 1540), asztrológus, okkultista, alkimista a német reneszánsz idején.
Teológiát tanult, járt a krakkói egyetemre is. Alakja ihlette a Historia von D. Johann Fausten című népkönyv ismeretlen szerzőjét, Christopher Marlowe Doktor Faustus című művét, illetve áttételesen Goethe Faustját.

## Kételyek
Mivel személye korán a legendák és irodalmi művek témájává vált, életének ismert tényeit nagyon nehéz biztosra venni. A 17. században még az is felmerült, hogy egyáltalán nem létezett és az irodalmi művek ihletőjét egy Fust nevű mainzi nyomdászban látták. Johann Georg Neumann Disquisitio historica de Fausto praestigiatore (1683) című művében azonban korabeli feljegyzések alapján Faust létezése mellett foglalt állást. Ugyancsak kérdéses nemzetisége is, mivel teljességgel nem bizonyos, hogy német lenne, nem kizárt a dán származás sem.

## A történeti Faust
Származási helyeként Knittlingen, a Heidelberghez közeli Helmstadt, illetve Roda került szóba. Knittlingenben levéltár és múzeum őrzi Faust nevét.
Születési évére két elmélet létezik: 1480/81, illetve 1466. A Faust-kutató Frank Baron szerint a korábbi időpont a valószínű. Ingolstadt városi levéltára őriz egy 1528. június 27-i keltű levelet, amely egy bizonyos Doctor Jörg Faustus von Haidlberget említ. Létezik azonban olyan forrás is, amely Georgius Faustus Helmstet(ensis)t említ. A Heidelbergi Egyetem levéltárában kutatva Baron rátalált Georgius Helmstetter nevű diákról szóló feljegyzésekre az 1483 és 1487 közti időszakból, aki furcsa módon nem jelölte meg családi nevét. E diák 1484. július 12-én lett baccalaureus és 1487. március 1-jén magister artium.
1491/92-ben elfogtak és bebörtönöztek egy Richard Faust nevű férfit, akit később máglyahalálra ítéltek boszorkányság és istenkáromlás vádjával. De az elítélt a kivégzést megelőző éjszakán ismeretlen körülmények közt megszökött. 
1506-ból van feljegyzés egy bizonyos Faustról, aki varázslatokkal és horoszkópokkal szórakoztatott Gelnhausenben. A következő 30 évből még számos feljegyzés van Németország déli részéből. Faust orvosként, filozófusként, alkimistaként, mágusként, asztrológusként jelenik meg és gyakran vádolják csalással. Az egyház szentségtörőként bélyegezte meg, aki az ördöggel cimborál. 
Johannes Trithemius 1507. augusztus 20-ai keltezésű levelében Johann Birdungot óvja egy csalótól, aki magát Georgius Sabellicus, Faustus junior, fons necromanticorum, astrologus, magus secundus etc néven nevezi. Trithemius beszámolt róla, hogy ez a Sabellicus Gelnhausenben és Würzburgban istenkáromló dicsekvésre vetemedett, az utóbbi városban még azt is állította, hogy könnyedén meg tudná ismételni Krisztus valamennyi csodáját. Trithemius szerint 1507-ben Sabellicus tanári állást kapott Franz von Sickingentől, amit arra használt, hogy szodómiára (vagyis feltehetőleg homoszexuális kapcsolatra) csábítsa a fiútanulókat, és ezért a büntetést csak azzal kerülhette el, hogy idejében elmenekült.

## Műve magyarul
- Dr. Johannes Faust titkos varázskönyve a pokol leigázásáról; ford. Slíz Ottó; Hermit, Miskolc, 2006

## Megjelenés a kultúrában

### Film
- Friedrich Wilhelm Murnau: Faust (1926)

### Zene
- Hector Berlioz: Nyolc jelenet a Faustból (1829)
- Richard Wagner: Eine Faust-Ouvertüre (1839/40)
- Hector Berlioz: Faust elkárhozása (1846)
- Liszt Ferenc: Faust-szimfónia (1854)
- Charles Gounod: Faust (1859)
- Arrigo Boito: MefistofeleMefistofele (1868)